# Ibn Abi-Xayba
Ibn Abi-Xayba de nom complet Abu-Bakr Abd-Al·lah ibn Muhàmmad ibn Ibrahim ibn Uthman al-Absí al-Kufí, Wasit, 775 - Kufa, 849) fou un historiador àrab d'una família de savis religiosos. Probablement fos de Wasit i visqué a Bagdad i va morir a Kufa. Va escriure obres religioses i d'història. En aquest camp destaquen Kitab al-Sunan fi l-fikh, Kitab al-Tafsir i Kitab al-Masnab.